# 엘비스 (드라마)
《엘비스》는 2006년 9월 9일에 MBC에서 방영한 베스트극장이다.

## 등장 인물

### 주요 인물
- 여현수 : 이병수 역
- 박다안 : 문상희 역
- 허정민 : 오동춘 역 - 병수의 친구
- 김해인 : 이수정 역 - 병수의 동생

### 그 외 인물
- 김명희 : 병수의 어머니 역
- 고태산 : 사장 역
- 오정석 : 종업원 역
- 윤봉길 : 소매치기 역